# Gyapjúbogár
A gyapjúbogár (Attagenus unicolor) a rovarok (Insecta) osztályának a bogarak (Coleoptera) rendjébe, ezen belül a mindenevő bogarak (Polyphaga) alrendjébe és a porvafélék (Dermestidae) családjába tartozó faj.

## Megjelenése
A faj 3-5 milliméter hosszú. Szőrös vörösesbarna lárvája 7 milliméter hosszú.

## Életmódja
Ez a bogárfaj a legkülönbözőbb fehérjében dús állati anyagokban, mint például gyapjúban, tollban, szőrmében, nyersbőrben, szárított húsban fordulhat elő, sőt szemes gabonában, növényi őrleményekben, szárított tésztafélékben, dohányárukban és tojásporban is megtelepedhet. A lakásba és raktárba, berepülés által kerül be. Az imágó és lárva egyaránt károsít.